# Iliceanka, Odesa
Iliceanka (în ucraineană Ілічанка) este un sat în comuna Krasnosilka din raionul Odesa, regiunea Odesa, Ucraina.

## Demografie
Componența lingvistică a localității Iliceanka
     Ucraineană (65,33%)
     Rusă (33,76%)
     Alte limbi (0,76%)
Conform recensământului din 2001, majoritatea populației localității Iliceanka era vorbitoare de ucraineană (65,33%), existând în minoritate și vorbitori de rusă (33,76%).